# Alfred Lücker
Alfred Lücker (* 29. März 1931; † 22. Dezember 2008) war ein deutscher Hockeyspieler, der zweimal an Olympischen Spielen teilnahm und eine Bronzemedaille gewann.

## Leben
Lücker spielte für ETuF Essen. 1952 debütierte er in der deutschen Hockeynationalmannschaft. Bei den Olympischen Spielen 1952 schied die Mannschaft im Viertelfinale gegen die späteren Olympiazweiten aus den Niederlanden aus, wobei Lücker als zweiter Torwart in diesem Spiel nicht eingesetzt wurde. Vier Jahre später erreichte die deutsche Mannschaft mit Lücker als Stammtorwart bei den Olympischen Spielen in Melbourne das Halbfinale, dort unterlag das Team der indischen Mannschaft; im Spiel um Bronze gewannen die Deutschen mit 3:1 gegen die Briten. Insgesamt wirkte Lücker von 1952 bis 1960 in 27 Länderspielen mit.
Für den Gewinn der Bronzemedaille in Melbourne wurde er – zusammen mit der deutschen Hockey-Olympiamannschaft – am 21. Januar 1957 mit dem Silbernen Lorbeerblatt ausgezeichnet.
Lücker blieb auch nach dem Ende seiner Karriere aktiv und spielte in Essen bei den alten Herren. Später war er fünf Jahre als Vorsitzender der Hockeyriege innerhalb seines Stammvereins tätig. Lücker setzte sich in seinem Verein dafür ein, dass neben dem Breitensport auch der Leistungssport gefördert wurde.